# Tobiadi
Tobiadi è il nome moderno di una famiglia di origine ammonitide, che professava la religione ebrea e che in epoca ellenistica gestiva la raccolta delle imposte per conto dei Tolomei.

## Storia

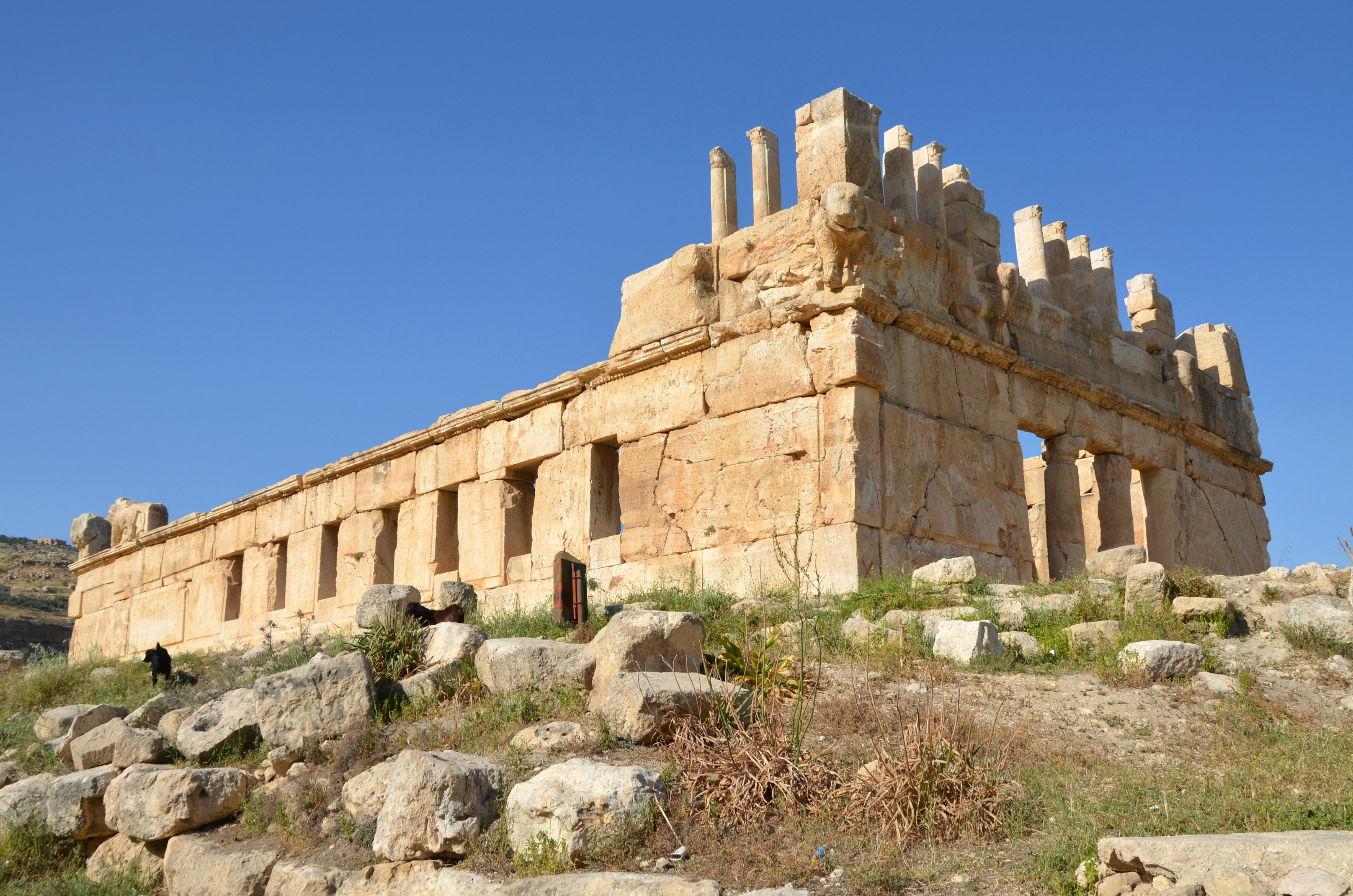
Palazzo Qasr al-Abd eretto dai governatori Tobiadi

Le notizie principali sui Tobiadi provengono dalle Antichità giudaiche di Flavio Giuseppe (Ann.) e dal Secondo libro dei Maccabei (2Mac), libro deuterocanonico proveniente dalla versione greca dei Settanta dell'Antico Testamento. Il più antico tobiade registrato nell'Antico Testamento (VI secolo a.C.) si chiamava Tobia, era imparentato col sommo sacerdote Elgashib, era ostile alle riforme di Esdra e Neemia e conservava enormi ricchezze nel tempio di Gerusalemme.
Nel III secolo a.C. un Tobia, cognato del sommo sacerdote Onia II, fu sostenitore della dinastia tolomaica in Palestina contro le influenze della dinastia seleucide. Suo figlio Giuseppe ottenne da uno dei sovrani Tolomei d'Egitto  (probabilmente da Tolomeo III Evergete o forse da Tolomeo V Epìfane Eucaristo) la carica di esattore delle tasse per la Siria e la Fenicia. Dopo la morte di Giuseppe, attorno al 200 a.C., allorché la Palestina fu conquistata dal sovrano seleucide di Siria Antioco III, mentre la maggior parte dei figli di Giuseppe prese le parti dei nuovi signori, il figlio minore Ircano si mantenne fedele ai sovrani Tolomei e si avvicinò al sommo sacerdozio Onia III, con l'aiuto del quale scacciò i propri fratellastri che dominavano in Gerusalemme. Assediato tuttavia da Antioco Epifane, Ircano si uccise e i suoi beni furono incamerati dal sovrano seleucide.
La dominazione delle dinastie tolemaica e seleucide influenzarono anche l'arte giudaica. Un esempio è il palazzo eretto da Ircano a 'Araq el-Emīr, in Transgiordania, uno dei rari monumenti del periodo ellenistico rimasti nella Palestina. La facciata del palazzo accosta capitelli corinzi a un fregio dorico, sormontato da un bassorilievo rappresentante leoni, alla maniera assira.

## Albero genealogico degli Oniadi e dei Tobiadi
|          |          |          |          |          |          |  |  |           |           |           |           |           |           |          |          |          |          |         |         | Jaddo    |          |          |          |          |          |          |          |          |          |        |        |         |         |         |         |             |             |             |             |             |             |  |  |  |  |  |  |  |  |  |  |
|          |          |          |          |          |          |  |  |           |           |           |           |           |           |          |          |          |          |         |         |          |          |          |          |          |          |          |          |          |          |        |        |         |         |         |         |             |             |             |             |             |             |  |  |  |  |  |  |  |  |  |  |
|          |          |          |          |          |          |  |  |           |           |           |           |           |           |          |          |          |          |         |         |          |          |          |          |          |          |          |          |          |          |        |        |         |         |         |         |             |             |             |             |             |             |  |  |  |  |  |  |  |  |  |  |
|          |          |          |          |          |          |  |  |           |           |           |           |           |           |          |          | Onia I   | Onia I   | Onia I  | Onia I  | Onia I   | Onia I   |          |          | Manasse  | Manasse  | Manasse  | Manasse  | Manasse  | Manasse  |        |        |         |         |         |         |             |             |             |             |             |             |  |  |  |  |  |  |  |  |  |  |
|          |          |          |          |          |          |  |  |           |           |           |           |           |           |          |          | Onia I   | Onia I   | Onia I  | Onia I  | Onia I   | Onia I   |          |          | Manasse  | Manasse  | Manasse  | Manasse  | Manasse  | Manasse  |        |        |         |         |         |         |             |             |             |             |             |             |  |  |  |  |  |  |  |  |  |  |
|          |          |          |          |          |          |  |  |           |           |           |           |           |           |          |          |          |          |         |         |          |          |          |          |          |          |          |          |          |          |        |        |         |         |         |         |             |             |             |             |             |             |  |  |  |  |  |  |  |  |  |  |
|          |          |          |          |          |          |  |  |           |           |           |           | Simone I  | Simone I  | Simone I | Simone I | Simone I | Simone I |         |         | Eleazaro | Eleazaro | Eleazaro | Eleazaro | Eleazaro | Eleazaro |          |          |          |          |        |        |         |         |         |         |             |             |             |             |             |             |  |  |  |  |  |  |  |  |  |  |
|          |          |          |          |          |          |  |  |           |           |           |           | Simone I  | Simone I  | Simone I | Simone I | Simone I | Simone I |         |         | Eleazaro | Eleazaro | Eleazaro | Eleazaro | Eleazaro | Eleazaro |          |          |          |          |        |        |         |         |         |         |             |             |             |             |             |             |  |  |  |  |  |  |  |  |  |  |
|          |          |          |          |          |          |  |  |           |           |           |           |           |           |          |          |          |          |         |         |          |          |          |          |          |          |          |          |          |          |        |        |         |         |         |         |             |             |             |             |             |             |  |  |  |  |  |  |  |  |  |  |
|          |          |          |          |          |          |  |  | Onia II   | Onia II   | Onia II   | Onia II   | Onia II   | Onia II   |          |          |          |          |         |         | figlia   | figlia   | figlia   | figlia   | figlia   | figlia   |          |          | Tobia    | Tobia    | Tobia  | Tobia  | Tobia   | Tobia   |         |         | sconosciuta | sconosciuta | sconosciuta | sconosciuta | sconosciuta | sconosciuta |  |  |  |  |  |  |  |  |  |  |
|          |          |          |          |          |          |  |  | Onia II   | Onia II   | Onia II   | Onia II   | Onia II   | Onia II   |          |          |          |          |         |         | figlia   | figlia   | figlia   | figlia   | figlia   | figlia   |          |          | Tobia    | Tobia    | Tobia  | Tobia  | Tobia   | Tobia   |         |         | sconosciuta | sconosciuta | sconosciuta | sconosciuta | sconosciuta | sconosciuta |  |  |  |  |  |  |  |  |  |  |
|          |          |          |          |          |          |  |  |           |           |           |           |           |           |          |          |          |          |         |         |          |          |          |          |          |          |          |          |          |          |        |        |         |         |         |         |             |             |             |             |             |             |  |  |  |  |  |  |  |  |  |  |
|          |          |          |          |          |          |  |  | Simone II | Simone II | Simone II | Simone II | Simone II | Simone II |          |          |          |          |         |         |          |          |          |          |          |          |          |          |          |          |        |        | Solimio | Solimio | Solimio | Solimio | Solimio     | Solimio     |             |             |             |             |  |  |  |  |  |  |  |  |  |  |
|          |          |          |          |          |          |  |  | Simone II | Simone II | Simone II | Simone II | Simone II | Simone II |          |          |          |          |         |         |          |          |          |          |          |          |          |          |          |          |        |        | Solimio | Solimio | Solimio | Solimio | Solimio     | Solimio     |             |             |             |             |  |  |  |  |  |  |  |  |  |  |
|          |          |          |          |          |          |  |  |           |           |           |           |           |           |          |          |          |          |         |         |          |          |          |          |          |          |          |          |          |          |        |        |         |         |         |         |             |             |             |             |             |             |  |  |  |  |  |  |  |  |  |  |
| Onia III | Onia III | Onia III | Onia III | Onia III | Onia III |  |  | Giasone   | Giasone   | Giasone   | Giasone   | Giasone   | Giasone   |          |          | Menelao  | Menelao  | Menelao | Menelao | Menelao  | Menelao  |          |          | Giuseppe | Giuseppe | Giuseppe | Giuseppe | Giuseppe | Giuseppe |        |        | figlia  | figlia  | figlia  | figlia  | figlia      | figlia      |             |             |             |             |  |  |  |  |  |  |  |  |  |  |
| Onia III | Onia III | Onia III | Onia III | Onia III | Onia III |  |  | Giasone   | Giasone   | Giasone   | Giasone   | Giasone   | Giasone   |          |          | Menelao  | Menelao  | Menelao | Menelao | Menelao  | Menelao  |          |          | Giuseppe | Giuseppe | Giuseppe | Giuseppe | Giuseppe | Giuseppe |        |        | figlia  | figlia  | figlia  | figlia  | figlia      | figlia      |             |             |             |             |  |  |  |  |  |  |  |  |  |  |
|          |          |          |          |          |          |  |  |           |           |           |           |           |           |          |          |          |          |         |         |          |          |          |          |          |          |          |          |          |          |        |        |         |         |         |         |             |             |             |             |             |             |  |  |  |  |  |  |  |  |  |  |
| Onia IV  | Onia IV  | Onia IV  | Onia IV  | Onia IV  | Onia IV  |  |  |           |           |           |           |           |           |          |          |          |          |         |         |          |          |          |          |          |          |          |          | Ircano   | Ircano   | Ircano | Ircano | Ircano  | Ircano  |         |         |             |             |             |             |             |             |  |  |  |  |  |  |  |  |  |  |
| Onia IV  | Onia IV  | Onia IV  | Onia IV  | Onia IV  | Onia IV  |  |  |           |           |           |           |           |           |          |          |          |          |         |         |          |          |          |          |          |          |          |          | Ircano   | Ircano   | Ircano | Ircano | Ircano  | Ircano  |         |         |             |             |             |             |             |             |  |  |  |  |  |  |  |  |  |  |
|          |          |          |          |          |          |  |  |           |           |           |           |           |           |          |          |          |          |         |         |          |          |          |          |          |          |          |          |          |          |        |        |         |         |         |         |             |             |             |             |             |             |  |  |  |  |  |  |  |  |  |  |
| Chelkia  | Chelkia  | Chelkia  | Chelkia  | Chelkia  | Chelkia  |  |  | Anania    | Anania    | Anania    | Anania    | Anania    | Anania    |          |          |          |          |         |         |          |          |          |          |          |          |          |          |          |          |        |        |         |         |         |         |             |             |             |             |             |             |  |  |  |  |  |  |  |  |  |  |